# Първа келтиберска война
Първа келтиберска война (или Испанска) е първият от серия от три военни конфликта, известни като Келтиберски войни. Те са между Римската република и келтиберските племена от провинция Далечна Испания. Първият конфликт продължава в периода 181 – 179 пр.н.е.

## Предпоставки
Въвеждането на провинциалното управление от страна Рим, предизвиква през 197 пр.н.е. въстание в провинции Близка и Далечна Испания. Към него се присъедяват и някои финикийски градове, келтиберите и лузитаните. Рим изпраща армия, водена от консула Марк Порций Катон, за да разбие силите на въстаниците. Той успява да разбие основото ядро на въстаниците, обезоръжава жителите на някои испански общини, други продава в робство, но не завършва войната окончателно и римляните търпят там неуспехи следващите 15 години.

## Война
През 181, няколко племена по поречението на Ебро, специално лузоните въстават срещу управлението на Рим. Според Апиан причината е липсата на земя, където да живеят.. Победени са от консулът Квинт Фулвий Флак. Голяма част от тях се разпръскват, но друга, лишена от земя се събира в Комплега, нов укрепен град, който бързо се разраства.
През 179 г., Флак е заместен от Тиберий Семпроний Гракх. Гракх успява бързо да спаси обсадения съюзнически на Рим град Каравис и тогава завзема и град Комплега. Разделя земята между бедните с внимателно написани договори между племената, като ги обвърза да бъдат приятели на Рим. Успехът му в установяването на мир му спечелва уважение и в провинция Испания и в Рим, където отива за да получи триумфа си. Келтиберите се задължават да дават данък на Рим и да дават спомагателни войски.
Причини на поражението на келтиберите са разпокъсаността им, враждите между отделните племена и по-ниското ниво на военна техника и военен опит спрямо този на римляните.